# 2478 Tokai
2478 Tokai è un asteroide della fascia principale. Scoperto nel 1981, presenta un'orbita caratterizzata da un semiasse maggiore pari a 2,2253533 au e da un'eccentricità di 0,0688377, inclinata di 4,13986° rispetto all'eclittica.
Dall'8 febbraio all'8 aprile 1982, quando 2608 Seneca ricevette la denominazione ufficiale, è stato l'asteroide denominato con il più alto numero ordinale. Prima della sua denominazione, il primato era di 2459 Spellmann.
L'asteroide è dedicato all'omonima città giapponese.
Nel 2007 ne è stata ipotizzata la probabile natura binaria, senza tuttavia assegnare un nome pur provvisorio al satellite. Le due componenti del sistema, distanti tra loro 21 km, avrebbero dimensioni comparabili di circa 8,1 e 5,83 km. Questa configurazione porrebbe il baricentro esternamente a entrambi i corpi che ruoterebbero intorno ad esso in circa 25,885 ore.